# Vorsicht! Falke!
Vorsicht! Falke! ist eine siebenteilige deutsche Familienserie des DFF, die von Mai bis Juni 1991 mittwochs um 20:00 Uhr ausgestrahlt wurde. Manfred Möck spielt die Titelrolle des Versicherungsabteilungsleiters Benno Falke.

## Schauspieler und Rollen
Die folgende Tabelle zeigt die Hauptdarsteller. Daneben waren auch namhafte Gastdarsteller wie Rosemarie Bärhold, Renate Blume, Simone von Zglinicki, Willi Schrade, Karsten Speck, Kurt Radeke, Alfred Struwe, Hans-Joachim Hanisch und Ernst-Georg Schwill dabei.
| Schauspieler           | Rolle                                     | Episoden |
| ---------------------- | ----------------------------------------- | -------- |
| Manfred Möck           | Versicherungsabteilungsleiter Benno Falke | 7        |
| Nora von Collande      | Anita Falke                               | 7        |
| Yves Bayer             | Etzel Falke                               | 7        |
| Eva Schäfer            | Oma Gertrud Falke                         | 7        |
| Karin Gregorek         | Fräulein Sperling                         | 7        |
| Renate Richter         | Alice Firtzlaff                           | 7        |
| Wolfgang Greese        | Willi Firtzlaff                           | 7        |
| Friedrich Schoenfelder | Herr Kußlowski                            | 7        |
| Ingeborg Naß           | Frau Faust                                | 7        |
| Werner Dissel          | Herr Schwarz                              | 7        |
| Manja Greese           | Frau Bernbach                             | 7        |
| Jürgen Mai             | Kassierer Erwin                           | 7        |
| Solveig Müller         | Ingeborg                                  | 7        |
| Kaspar Eichel          | Herr Wiese                                | 7        |
| Hildegard Alex         | Frau Kiekbusch                            | 7        |

## Episodenliste
| Folge | Titel               | Ausstrahlung  |
| ----- | ------------------- | ------------- |
| 1     | Rosenhochzeit       | 1. Mai 1991   |
| 2     | Stunde der Wahrheit | 8. Mai 1991   |
| 3     | Ein schöner Tag     | 15. Mai 1991  |
| 4     | Tiere in der Stadt  | 22. Mai 1991  |
| 5     | Hinaus in die Natur | 29. Mai 1991  |
| 6     | Kultur am Sonntag   | 5. Juni 1991  |
| 7     | Schiefe Ebenen      | 12. Juni 1991 |

## DVD-Veröffentlichung
- Vorsicht! Falke! (DDR TV-Archiv) – 2 DVDs , OneGate Media, FSK 0, Laufzeit: ca. 315 Minuten, Erscheinungstermin: 19. Februar 2016.